# FIFA 14
FIFA 14 — двадцять перша футбольна гра із серії ігор FIFA.
FIFA 14 була офіційно анонсована 17 квітня 2013 для платформ PlayStation 3, Xbox 360 і Microsoft Windows. Для цих пристроїв гра базується на рушієві, який використовувався в попередніх випусках FIFA — Impact Engine. Дата релізу — 24 вересня 2013 року в Північній Америці і 27 вересня 2013 року в решті регіонів.
21 травня 2013 на презентації Xbox One був анонсований новий рушій EA Sports Ignite, на якому базується FIFA 14 для next-gen консолей. Крім футбольного симулятора, його використовують Madden NFL 25, NBA Live 14 і UFC. Дата виходу для платформ Xbox One і PlayStation 4 — листопад 2013 року.

## Режими гри

### Кар'єра
Однією з нових функцій в режимі кар'єри є додавання нової глобальної мережі, яка дозволяє найняти скаута для пошуку талантів протягом усього сезону з різних клубів по всьому світу.

### Ultimate Team
У FIFA 14 на зміну ігровим схемам прийшли стилі зіграності гравців, картки зміни формацій (розстановок, схем) і картки моралі видалені з гри. Аукціон перейменований в «Трансферний ринок». З'явилася можливість призначати футболістам ігрові номери, вибирати виконавців всіх стандартів і призначати капітана.
У FUT Seasons буде десять дивізіонів замість п'яти. У режимі з'явилось 9 нових схем: 4-2-3-1 (2); 4-4-2 (2); 4-1-2-1-2 (2); 4-1-4-1; 4 — 5-1 (2); 4-3-3 (2) «Hold»; 4-3-3 (3) «Defend»; 4-3-3 (4) «Attack»; 4-3-3 (5) «False 9».
Режим «Ultimate Team» отримав ексклюзивний контент для Xbox One: Football Legends — з'явлились деякі футболісти минулого, такі як Денніс Бергкамп, Руд Гулліт, Фредрік Юнгберг та інші, всього — 40 футболістів.

## Команди

### Ліги
У FIFA 14 повністю ліцензовані 19 бразильських клубів і збірна Бразилії, польська Екстракляса та збірна країни, до цього моменту польський чемпіонат був присутній у грі під вигаданою назвою «Polska Liga» і не мав ліцензії в. З нових ліг в грі додалися чилійська, аргентинська та колумбійська ліги. У грі вперше з'явився український клуб — донецький «Шахтар» і його стадіон «Донбас Арена». Всього в грі 33 офіційно ліцензовані ліги, понад 600 клубів і 16 тисяч футболістів.